# Търстия
Търстия (на македонска литературна норма: Трстија) е село в община Виница, Северна Македония.

## География
Селото е разположено североизточно от град Виница, в западните склонове на Голак и землището му граничи с община Царево село.

## История
До 2014 година Търстия е махала на съседното южно село Търсино.